# Paul Hainlein

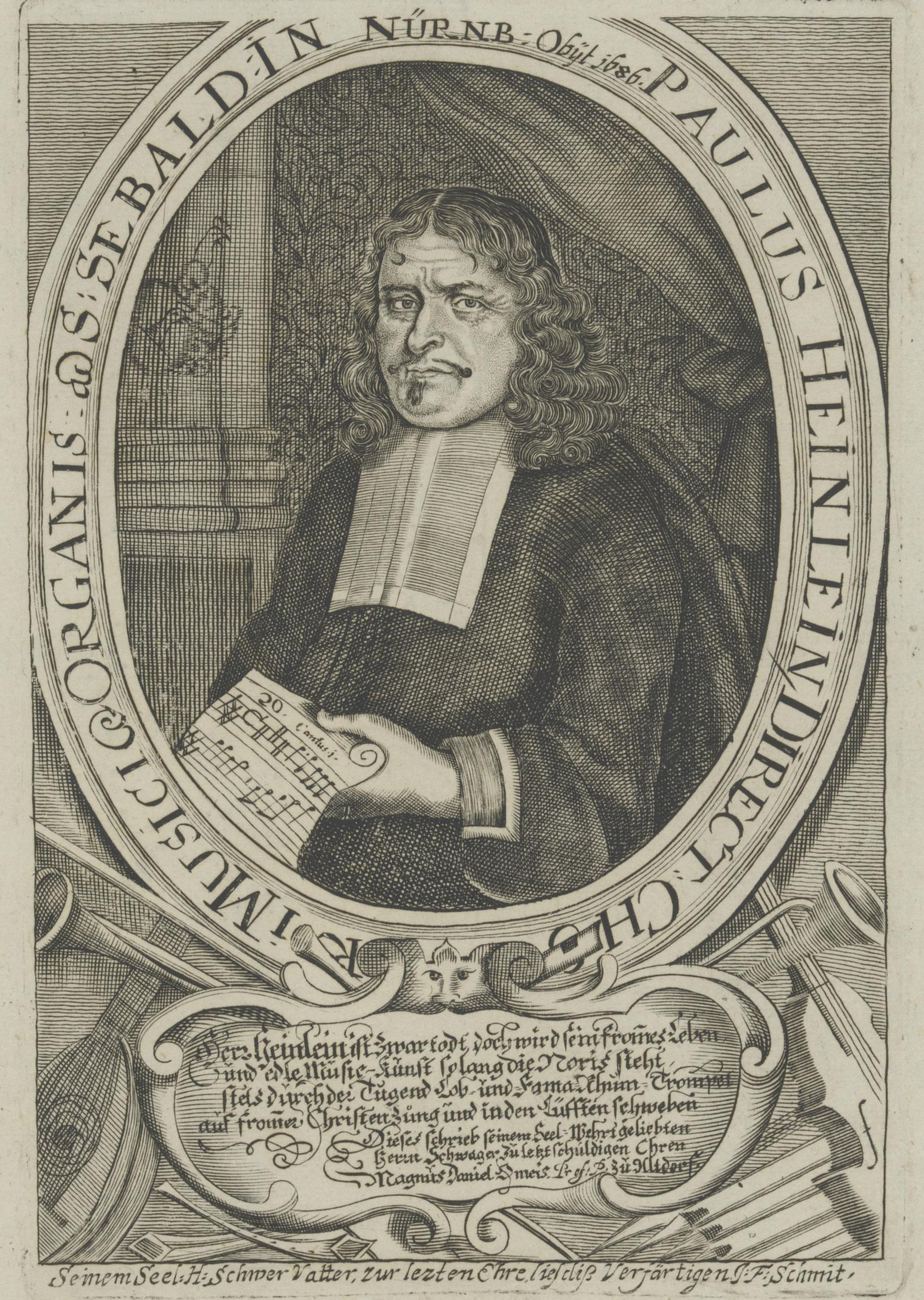
Paul Hainlein

Paul Hainlein (* 11. April 1626 in Nürnberg; † 6. August 1686 ebenda) war ein deutscher Komponist und Trompetenmacher des Barock.

## Leben und Wirken
Paul Hainlein entstammte einer angesehenen Nürnberger Instrumentenbauerfamilie. Bereits im Alter von zwölf Jahren bezeichnete er sich als Studiosus musicus und komponierte eine Trauermusik. 1646 unternahm er auf Betreiben seines Vaters Sebastian Hainlein II. eine Studienreise, die ihn nach Linz und München führte. Ein Jahr später, in den Jahren 1647 und 1648 bereiste er Oberitalien, von dort schrieb er mehrere Reiseberichte, in denen er das dortige Musikleben beschrieb. Namentlich erwähnte er den Komponisten Giovanni Rovetta. Nach seiner Rückkehr erhielt er eine Anstellung in der Nürnberger Ratsmusik und arbeitete an der Seite seines Vaters als Trompetenmacher. Spätestens 1651 erhielt er den Meistertitel. Instrumente aus seiner Werkstatt finden sich heute in Instrumentensammlungen in Bad Säckingen, Nürnberg, Berlin, Kopenhagen und Brüssel.
Sein Hauptberuf muss der eines Musikers gewesen sein, denn im Heiratsbuch von 1651 ist nur als Musiker und Organist geführt. Ab 1655 war er Organist an Sankt Egidien, 1658 erhielt er das bedeutende Amt des Organisten an Sankt Sebald.

## Werke (Auswahl)
Die Instrumentalwerke Hainleins sind größtenteils verschollen, einige Vokalwerke finden sich in Nürnberger Liedersammlungen.
- Mehrere Geistliche Konzerte
- Besondere Melodeyen über die zwölff Monaten für Singstimme und Generalbass.
- Sonata a 5 Battalia
- Festmusik für den Besuch Kaiser Leopold I. in Nürnberg
- Capriccio in F (für Orgel)